# Hof (Westerwald)

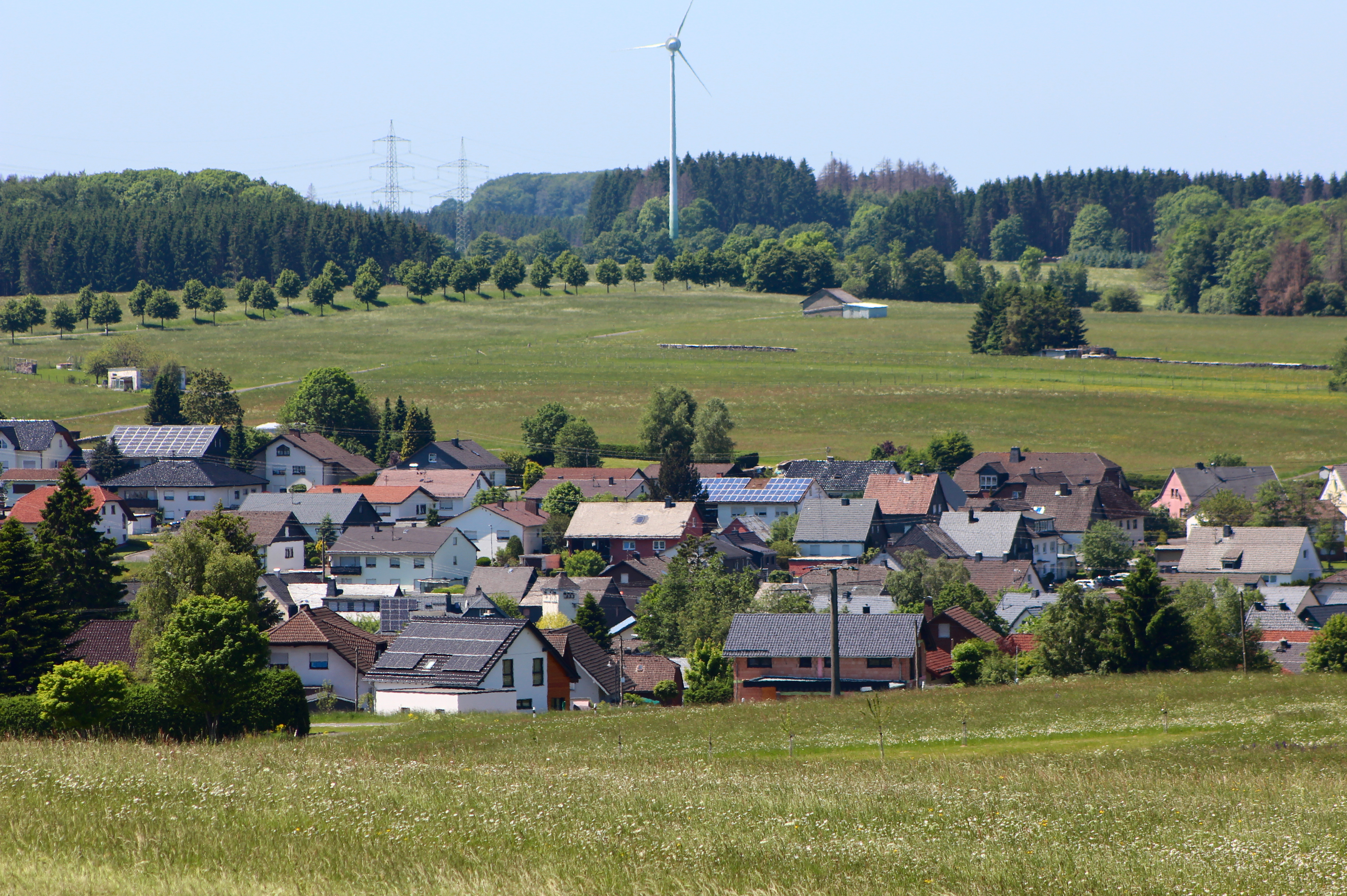
Ansicht von Hof

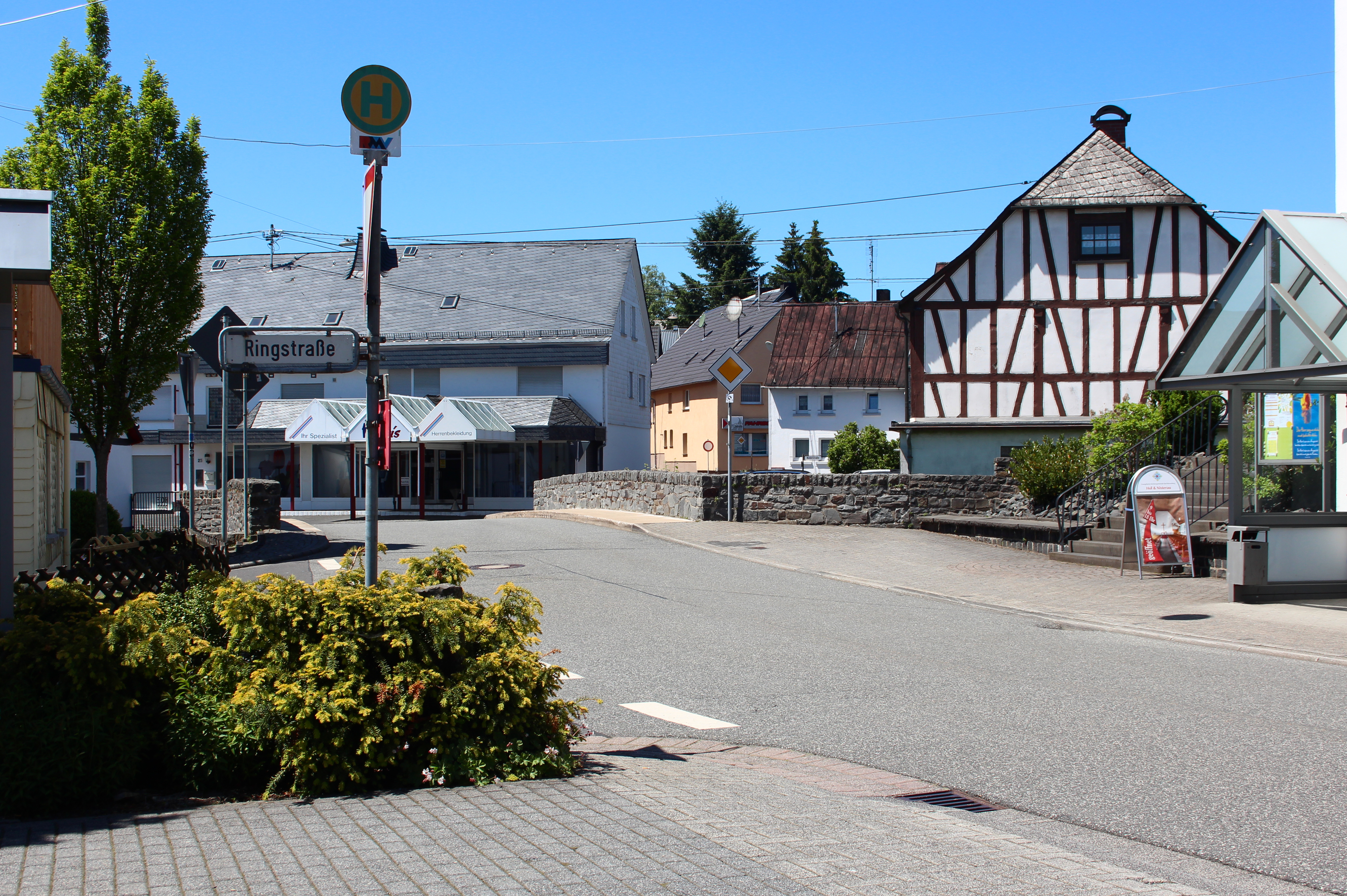
Der Ortskern von Hof

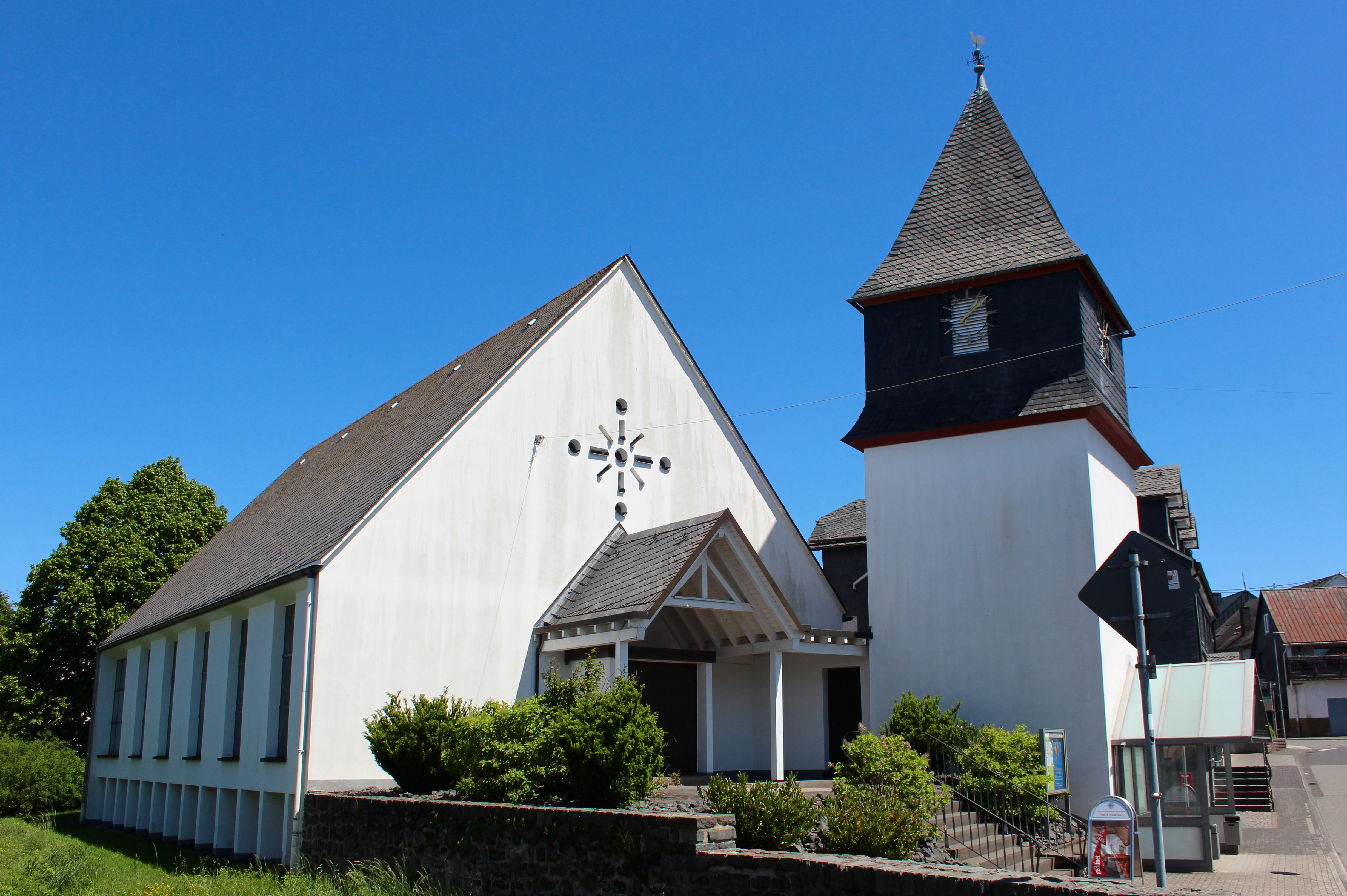
Die evangelische Kirche in Hof

Hof ist eine Ortsgemeinde im Westerwaldkreis in Rheinland-Pfalz. Sie gehört der Verbandsgemeinde Bad Marienberg (Westerwald) an.

## Geographische Lage
Die Gemeinde liegt im Westerwald zwischen Limburg an der Lahn und Siegen. Die Schwarze Nister, die zum Einzugsbereich der Sieg gehört, fließt durch das Ortsgebiet.

## Geschichte
Die älteste bekannte Urkunde über den Ort Hof stammt aus dem Jahre 1048.
Bevölkerungsentwicklung
Die Entwicklung der Einwohnerzahl der Gemeinde Hof, die Werte von 1871 bis 1987 beruhen auf Volkszählungen:
| Jahr | Einwohner |
| 1815 | 471       |
| 1835 | 643       |
| 1871 | 633       |
| 1905 | 632       |
| 1939 | 1.052     |
| 1950 | 865       |

| Jahr | Einwohner |
| 1961 | 967       |
| 1970 | 1.094     |
| 1987 | 1.196     |
| 1997 | 1.317     |
| 2005 | 1.273     |
| 2023 | 1.195     |

## Politik

### Bürgermeister
Jochen Becker wurde am 28. August 2019 Ortsbürgermeister von Hof. Bei der Nachholwahl am 25. August 2019 war er mit einem Stimmenanteil von 58,6 % für fünf Jahre gewählt worden. Becker wurde im Juni 2024 wiedergewählt.

### Städtepartnerschaften und Städtefreundschaften
- Hof (Saale) in Bayern, Deutschland
- Hof bei Salzburg, Österreich
- Hof am Leithaberge, Österreich
- Hof bei Straden, Österreich

## Kultur und Sehenswürdigkeiten
→ siehe Liste der Kulturdenkmäler in Hof

## Wirtschaft und Infrastruktur

### Gewerbe
In Hof gibt es das „Industriegebiet Hof Flugplatz“ und den „Industriepark West“.

### Verkehr
- Direkt durch den Ort verläuft die B 414, die von Hohenroth nach Hachenburg führt.
- Die nächste Autobahnanschlussstelle ist Haiger-Burbach an der A 45 Dortmund–Gießen, etwa 17 Kilometer entfernt.
- Die Bahnstrecke Erbach–Fehl-Ritzhausen ist stillgelegt. Nächster Bahnhof ist Bahnhof Nistertal-Bad Marienberg an der Bahnstrecke Limburg–Altenkirchen. Der nächstgelegene ICE-Halt ist der Bahnhof Montabaur an der Schnellfahrstrecke Köln–Rhein/Main in mehr als 30 km Entfernung.